# Saurer 4TIILM
Saurer 4TIILM – typ wysokopodłogowego trolejbusu, wytwarzanego w 1957 r. w Szwajcarii. Ogółem wyprodukowano 12 egzemplarzy, wszystkie dostarczono do szwajcarskiego miasta Sankt Gallen. 

## Historia
W latach 50. XX wieku, na mocy referendum przeprowadzonego wśród mieszkańców szwajcarskiego miasta Sankt-Gallen, podjęto decyzję o zastąpieniu systemu tramwajowego trolejbusowym. Na potrzeby rozbudowywanego systemu trolejbusowego, w 1957 r. zakupiono serię dwunastu 11-metrowych trolejbusów typu 4TIILM. Karoseria pojazdów powstała w zakładach Carosserrie Hess AG, części mechaniczne w Adolph Saurer AG, wyposażenie elektryczne w Zurich Oerlikon. Oprócz tego w budowie trolejbusów miała udział firma Brown, Boveri & Cie.

## Konstrukcja
Saurer 4TIILM to wysokopodłogowy, dwuosiowy, silnikowy trolejbus. W nadwoziu o konstrukcji aluminiowej zamontowano pięcioro dwuczęściowych drzwi harmonijkowych: jedne w przedniej części pojazdu, drugie i trzecie między osiami, czwarte i piąte w tylnej części. Trolejbus wyposażono w napęd oparty na jednym silniku prądu stałego o mocy 100 kW. Rozruch silnika następuje poprzez stopniowe zmniejszanie rezystancji oporników rozruchowych ograniczających prąd pobierany przez silnik. Z przodu trolejbusu umieszczono dwa reflektory i przednią, zagiętą na narożnikach szybę, wyposażoną w ogrzewanie oraz dwie wycieraczki. Poza tym w trolejbusie zamontowano tachograf i poduszki pneumatyczne na stopniach wejściowych, które miały za zadanie uniemożliwić zamknięcie drzwi w przypadku, gdy na stopniach znajdował się pasażer. W przedziale pasażerskim zastosowano nietypowy układ siedzeń: w przedniej części wzdłuż okien umieszczono drewniane ławki z oparciami, a w tylnej części dwa rzędy podwójnych siedzeń zwróconych ku sobie, a za nimi kolejne dwie ławki, zamontowane równolegle do okien.

## Eksploatacja

### Warszawa

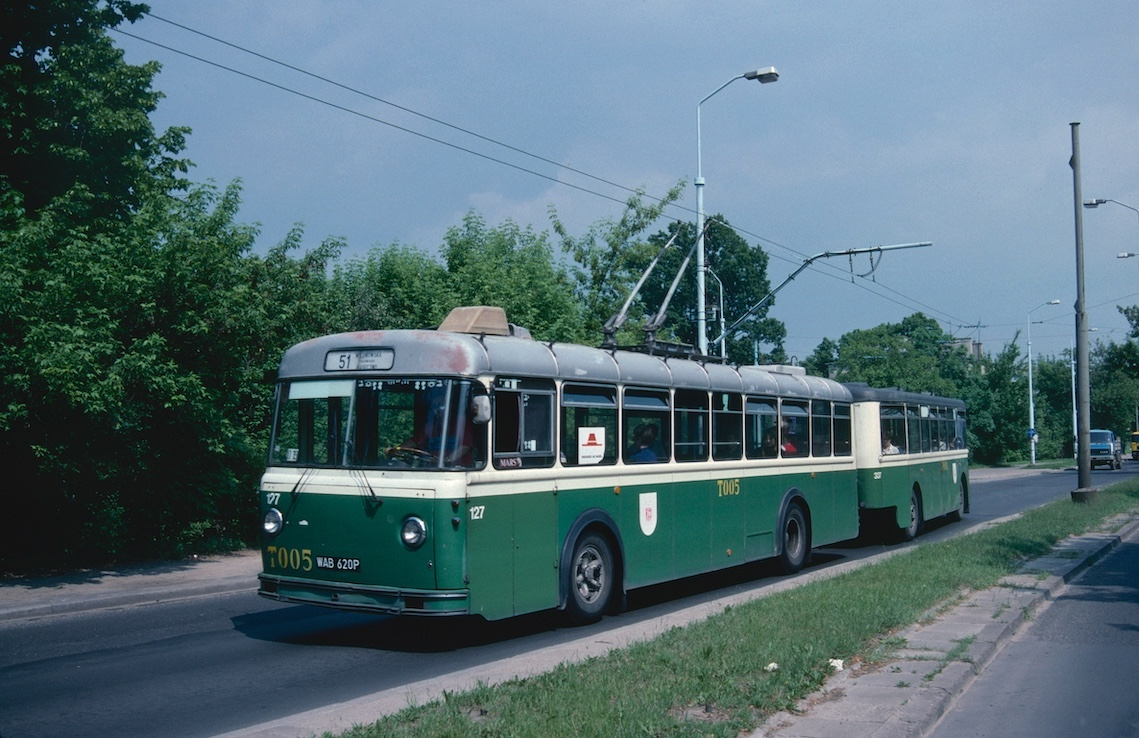
Warszawski trolejbus T005 z doczepą P001 na alei Wilanowskiej, 1995

Tablica kierunkowa warszawskich Saurerów

Z powodu złego stanu technicznego trolejbusów ZiU-9, w 1992 r. Miejskie Zakłady Komunikacyjne w Warszawie sprowadziły z Sankt Gallen 11 trolejbusów Saurer 4TIILM oraz 8 przyczep Moser. Trolejbusy zachowały w znacznej mierze swój oryginalny wygląd (zielono-białe malowanie, herby i numery taborowe z Sankt Gallen, napisy w językach niemieckim i francuskim, schematy transportu miejskiego w Sankt Gallen). Trolejbusy kursowały na warszawskiej linii nr 51 do czasu zawieszenia ruchu trolejbusowego w dniu 31 sierpnia 1995 r., po czym zostały odstawione w piaseczyńskiej zajezdni trolejbusowo-autobusowej. Po 2001 r. rozpoczęto sprzedaż trolejbusów Saurer:
- trolejbus T005 sprzedano firmie Skrzeliński Piaseczno[4],
- trolejbusy T010 i T011 sprzedano firmie TROBUS[5][6],
- trolejbusy T013 i T030 sprzedano Lubelskiemu Towarzystwu Ekologicznej Komunikacji[7][8],
- trolejbus T014 sprzedano Przedsiębiorstwu Komunikacji Trolejbusowej w Gdyni[9],
- trolejbus T018 sprzedano do Muzeum Otrębusy[10],
- trolejbus T019 sprzedano do Muzeum Techniki Warszawa[11],
- trolejbusy T031 i T036 sprzedano firmie Harpia z Piaseczna[12][13].

Trolejbus T005 powrócił w 2010 r. do Sankt Gallen. W Warszawie do celów muzealnych zachowano trolejbus T016, który należy do warszawskiego Klubu Miłośników Komunikacji Miejskiej.

### Gdynia

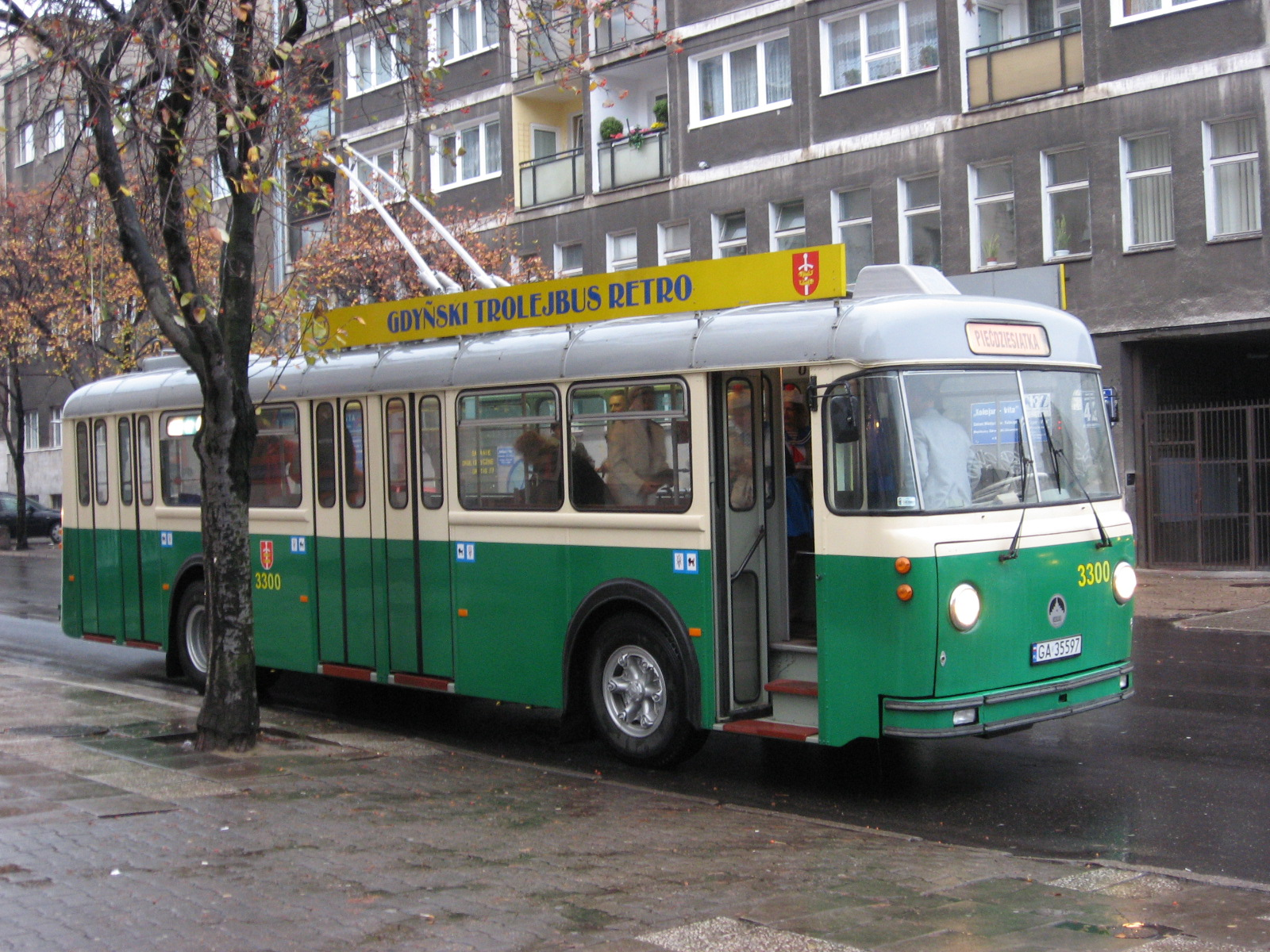
Gdyński trolejbus Saurer 4TIILM

W 2002 r. do Gdyni sprowadzono jeden warszawski trolejbus Saurer 4TIILM o oznaczeniu T014. Pojazd przeszedł renowację w Przedsiębiorstwie Naprawy Taboru Komunikacji Miejskiej „TROBUS”, w trakcie której odrestaurowano poszycie zewnętrzne. Po remoncie trolejbus przekazano Przedsiębiorstwu Komunikacji Trolejbusowej w Gdyni, które wprowadziło go do eksploatacji na linii turystycznej nr 326. W 2012 r. trolejbus odzyskał ozdobną listwę na przodzie wraz z logiem producenta i ciemnozielony kolor karoserii, zbliżony do tego z czasów eksploatacji w Sankt Gallen.